# Buwat
Buwāṭ (بواط) se encuentra cerca del monte Juhaynah en el barrio de Raḍwā. Estaba situada en la ruta de la caravana de los mercaderes de la tribu Coraichitas hacia Siria.
El profeta del Islam lanzó una campaña militar en esta zona conocida como la Invasión de Buwat.